# Walcher de Malvern
Walcher de Malvern (également connu comme Walcher de Lorraine et docteur Walcher), mort en 1135, est un astrologue, astronome et mathématicien qui a été le deuxième prieur de l'abbaye de Malvern, dans le Worcestershire, en Angleterre.

## Biographie
Walcher est originaire de Lotharingie et est arrivé en Angleterre vers 1091. Il a été prieur de  Malvern de 1120 à 1135. 
Sur sa pierre tombale, située dans la chapelle Sainte-Anne, dans l'église prieurale, est gravé ce texte latin : 
« Philosophus bonus dignus Astrologus lotharingus, Vir pius et humilis, Monachus prior hujus ovilis Hic jacet in cista Geometricus et Abacista, Doctor Walcherus. Flet plebs, dolet undique clerus. Huic lux prima mori Dedit Octobris seniori ; Vivat ut in coelis Exoret quisque fidelis. MCXXXV. »

## Œuvre
Walcher est le premier homme du monde occidental à utiliser un astrolabe pour ses recherches. À l'aide de cet instrument, il mesure la période de plusieurs éclipses solaires et lunaires avec une précision d'une quinzaine de minutes pour ses premières observations et calcule une série de tableaux indiquant les nouvelles lunes de 1036 à 1111, ce qui était importants pour l'astrologie médicale. Ses observations ultérieures ont révélé des erreurs importantes dans ses tableaux, ce qui reflète les limites du début de la théorie astronomique médiévale.
Dans l'un de ses derniers écrits, repris de l'astronomie arabe provenant d'Espagne, il a transcrit les angles en degrés, minutes et secondes, bien qu'il ait écrit les nombres en chiffres romains, plutôt qu'en chiffres arabes.